# Сражение при Милаццо
Сражение при Милаццо (итал. Battaglia di Milazzo) — сражение 20 июля 1860 года между повстанческими силами Джузеппе Гарибальди и войсками Королевства Обеих Сицилий, закончившееся победой гарибальдийцев, взявших город и крепость Милаццо.
6 июня войска Королевства Обеих Сицилий генерала Фердинандо Ланца, защищавшие сицилийскую столицу Палермо, капитулировали в обмен на разрешение покинуть город. Но неаполитанцы, численностью 18 000 человек, по-прежнему владели Мессиной, Милаццо, Огастой и Сиракузами. Поэтому после взятия Палермо Гарибальди приказал генералам Джакомо Медичи и Энрико Козенцу, прибывшим с очередным подкреплением (около 4500 добровольцев) на Сицилию, продвигался вдоль северного побережья в направлении к Мессинскому проливу.
Силы королевства, посланные против гарибальдийцев, состояли из трех батальонов пеших егерей, конного эскадрона и батареи горной артиллерии, всего 3400 человек во главе с полковником Фердинандо Беневентано дель Боско. Дель Боско перехватил главную дорогу, ведущую на Мессину, опираясь на крепость и город Милаццо, расположенный на полуострове.
Извещенный генералом Медичи о противнике, Гарибальди вместе с двумя тысячами человек полковника Корте отплыл из Палермо на пароходе и прибыл в Патти. После соединения с отрядами Медичи и Козенца он принял решение атаковать войска Бурбонов на заре следующего дня.
20 июля, в 6:30 утра, Гарибальди приказал атаковать центральной колонной развертывание войск противника, расположенного в две линии. Центр бурбонской армии и резерв находились на прибрежной дороге, ведущей к Милаццо. Фронт был защищен каменной стеной со множеством бойниц. Чтобы отвлечь внимание, главному удару краснорубашечников должны были предшествовать две одновременные атаки по флангам.
Организация и синхронизация действий гарибальдийцев были плохо скоординированы, и эта первая попытка оборачивается катастрофой, в которой краснорубашечники отброшены и с трудом сдерживают контратаку войск Бурбонов, неся большие потери. «Наше правое крыло и центр, соединившись вместе против общей опасности, еще держались, но с большим трудом и значительными потерями. Весь ход битвы до полудня был во всех отношениях выгодным для врага. Наши доблестные бойцы не только не продвинулись ни на одну пядь, но потеряли свою территорию, особенно на левом крыле».
Так как у Гарибальди не было недостатка в людях (всего в сражении участвовало 6000 его бойцов), после быстрой перегруппировки, оставив генерала Джакомо Медичи сдерживать противника в центре, он с подошедшими подкреплениями атаковал левый фланг неаполитанцев. Противник, атакованный по флангу, начал отступать, прикрываясь огнём артиллерии и контратаками кавалерии. В какой-то момент Гарибальди оказался в самой гуще схватки и едва не был убит. Прибывшее подкрепление полковника Миссори ускорило атаку.
Дель Боско, не получивший, несмотря на просьбы, подкрепления из цитадели, где находился гарнизон из 1400 человек под командованием полковника Рафаэля Пиронти, обстреливаемый со стороны моря подошедшим гарибальдийским десятипушечным корветом, решает отступить вначале в город, а затем в цитадель. «Наши воины, несмотря на ураганный артиллерийский и ружейный огонь, атаковали Милаццо и еще до наступления ночи стали хозяевами города, окружив со всех сторон форт и соорудив баррикады на тех улицах, которым угрожал обстрел из крепости».
21 июля маршал Томмазо де Клари и генерал Джакомо Медичи подписали соглашение об эвакуации войск Бурбонов с Сицилии, и 25 июля отряды под командованием полковников Пиронти и дель Боско отправились в Неаполь, оставив Милаццо в руках Гарибальди.
Овладев Милаццо и всем островом, за исключением крепостей Мессины, Агосты и Сиракуз, Гарибальди быстро двинул свои силы к проливу. Генерал Медичи без сопротивления занял Мессину.
Гарибальдийцы заплатили очень высокую цену за победу при Милаццо — около 800 убитых и раненых, что значительно превысило потери противника — около 150 убитых и раненых.